# 諾萊納 (北卡羅萊納州)
諾萊納（英語：Norlina）是一個位於美國北卡羅萊納州沃倫縣的城鎮，得名自「North Carolina」的混合詞。

## 人口
根據2020年美國人口普查的數據，諾萊納的面積為2.90平方千米，當中陸地面積為2.88平方千米，而水域面積為0.02平方千米。當地共有人口920人，而人口密度為每平方千米317人。